# Pseudophycis
Pseudophycis es un género de peces gadiformes de la familia Moridae. Se denominan comercialmente como falsa brótola o mora roja

## Especies
Se reconocen las siguientes especies:
- Pseudophycis bachus
- Pseudophycis barbata
- Pseudophycis breviuscula